# Чадзуке
Чядзу́ке/чадзу́ке (茶漬け, ち ゃ づ け) або очязуке/очадзуке (お茶漬け, від (o) ча ' чай ' + дзуке 'занурення') — це проста японська страва, яку готують, заливаючи відварений рис зеленим чаєм, даші або гарячою водою.
Загальні компоненти включають японські соління (цукемоно), умебоші, норі (морська капуста), фурікаке, насіння кунжуту, тарако та ментайко (солона і маринована ікра минтая), солоний лосось, шиокара (мариновані морепродукти), зелена цибуля та васабі .
Чадзуке є непоганим варіантом використати залишки рису, приготувавши з них легку й швидку закуску. Цю страву також називають ча-ча ґохан.
Чадзуке вперше стала популярною в період Хейан, коли рис найчастіше заливали гарячою водою, але починаючи з періоду Едо замість гарячої води найчастіше використовували чай.
У Кіото очадзуке відомий як бубудзуке. З 1970-х років популярними стають упаковані «розчинні очадзуке», що складаються з ліофілізованих компонентів і приправ.